# كوساريكو

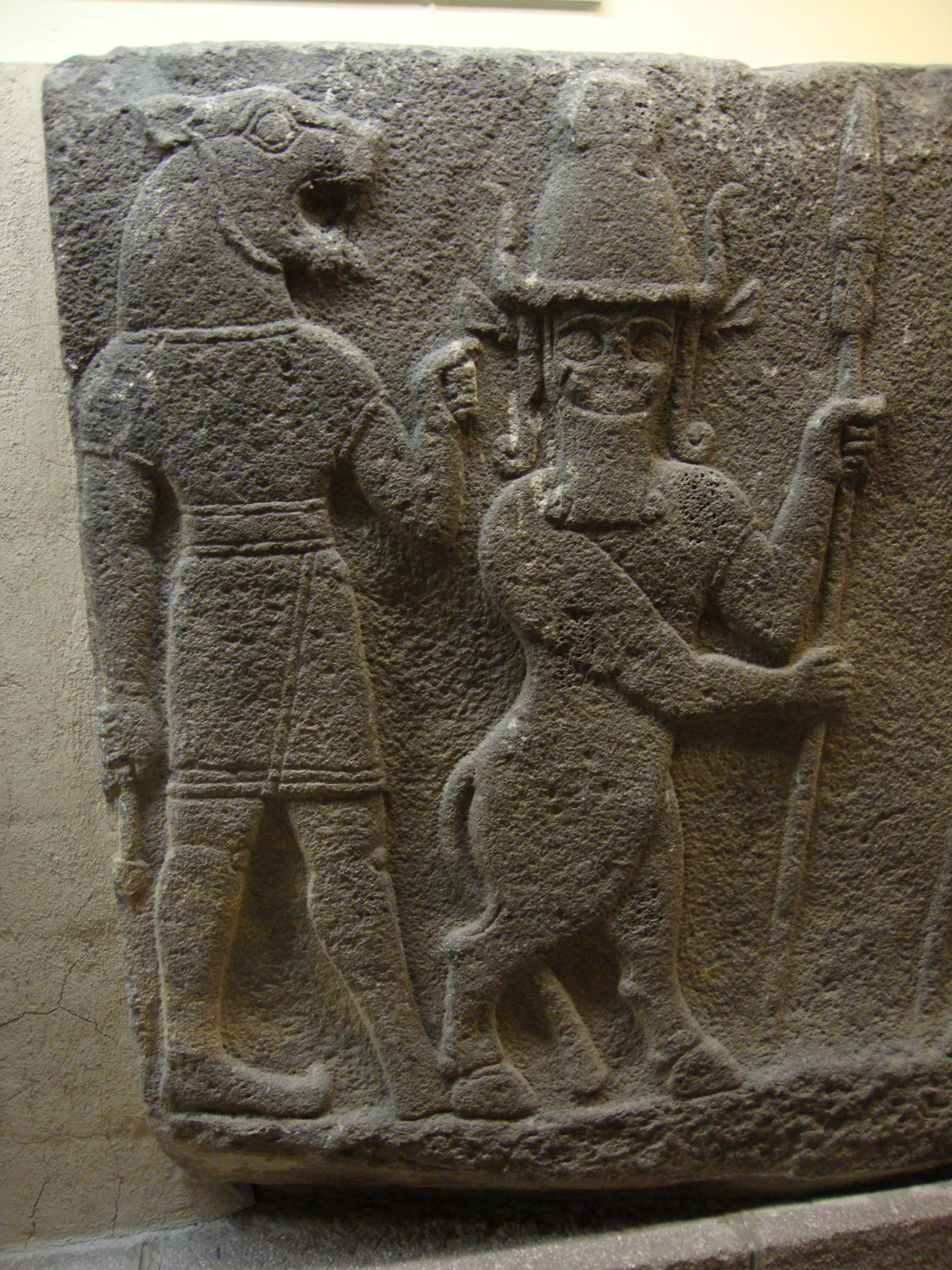
كوساريكو على اليمين ممسكاً برمح مع أوغالو على اليمين على نقش حثي من كركميش.

كوساريكو أو «الرجل-الثور» ويكتب أحياناً غود.دومو.dاوتو ,  غود.دومو.آن.نا وأحياناً كو-سا-ريك-كا ومرادفاً للسومرية غو4/غود-اليم، وهو شيطاناً أسطورياً قديماً في بلاد ما بين النهرين يظهر بذراعي وجذع ورأس إنسان وآذان وقرون وأطراف ثور في التمثيل الفني منذ أقدم العصور (أواخر فترة أوروك). ويتم تصويره على أنه يمشي منتصباً ويتم وصفه بأنه حارس البوابة لحماية السكان من الدخلاء الأشرار. وهو أحد الشياطين التي مثلت الجبال. تم تصويره في الأيقونات المتأخرة وهو يحمل باندودو «دلو» على لوحة الملك ميلي شيباك.

## الميثيلوجيا
في الأسطورة السومرية «أنجيم» أو «عودة نينورتا إلى نيبور» و «جلب الإله بيسون من غبار معركته». إنه من نسل تيامات التي هزمها مردوخ في ملحمة الخلق (إنوما إليش). في مقدمة أسطورة أنزو، يهزم كوساريكو من قبل نينورتا «في وسط البحر». في تعويذة ضد العين الشريرةلاماشتو وهي تعويذة تهدف إلى تهدئة طفل يبكي، تم تصوير كوساريكو على أنه مستيقظ ومهمل وخائف. إلى جانب أوغالو وغيرتابلولو وآخرين، هو واحد من سبعة أبكالو (حكماء أسطوريين يظهرون على نقوش القصر الآشوري الحديث) ومع التماثيل - للحماية من تأثير الأرواح الشريرة. كوكبة كوساريكو يتوافق مع جزء من كوكبة قنطورس.
أرتبط بإله العدل شمش، جنبًا إلى جنب مع الرجل العقرب «غيرتابلولو»، وعليم «بيسون». حيث كان هناك ثلاثة أنواع من ذوات الحوافر في بلاد ما بين النهرين: أرخص، بيسون، وجاموس الماء، وتم تمثيلها في مخلوقات أسطورية ولكن ما وصلنا منها ليس بالكثير.